# Novotroitski (Iujni)
|  | Per a altres significats, vegeu «Novotroitski». |

Novotroitski - Новотроицкий (rus) - és un khútor del krai de Krasnodar, a Rússia. Es troba als vessants septentrionals del Caucas occidental, a la vora de l'embassament de Varnavínskoie sobre el riu Adagum, a 13 km al nord de Krimsk i a 79 km a l'oest de Krasnodar, la capital.
Pertany al municipi de Iujni.